# La estrella y la luna
«La estrella y la luna» es la cuarta canción del primer disco del quinteto donostiarra de La Oreja de Van Gogh. 

## Acerca de la canción
Fue publicado como sencillo en 1998.
Contada a modo de fábula, explica la historia por la cual sienten envidia mutua la estrella y la luna. La canción mezcla el reggae (característico al principio de la canción) con tonos dentro del marco del rock. No tuvo promoción debido a que el grupo se encontraba componiendo su segundo álbum. Este fue el último sencillo que se extrajo de Dile al sol; sólo se editó de forma promocional e incluía como novedad la canción Déjate llevar que no apareció en el disco, si bien más tarde aparecería oficialmente en Más guapa, publicado en 2007. Esta canción formó parte del repertorio de las giras de LOVG hasta el Tour Lo que te conté mientras te hacías la dormida, de 2003.
Como curiosidad, Amaia Montero en su etapa en solitario, durante su gira "2" del 2012. Interpretó esta canción durante su medley con canciones icónicas de La oreja de Van Gogh.
- Datos: Q5966613